# Johann Strauss-monument
Het Johann Strauss-monument is een monument in het Weense stadspark dat gewijd is aan Johann Strauss jr. Het bevindt zich in de buurt van de Kursalon Hübner. Het is een verguld bronzen standbeeld en vertoont een vioolspelende Strauss in een staande houding.

## Geschiedenis
In 1903, vier jaar na de dood van Strauss, werd een comité opgericht om een monument voor hem op te richten. Het comité stond onder voorzitterschap van prinses Rosa Croy-Sternberg (1836-1918). Aanvankelijk was een plek langs de straat Franz-Josefs-Kai voorzien en pas in 1907 werd de huidige plek als standplaats gekozen.
In 1905 maakte de gemeenteraad een bedrag van 10.000 Oostenrijkse kroon vrij. Dit bedrag werd echter pas in 1913 uitbetaald. In 1906 schreef het comité een wedstrijd uit die werd gewonnen door de beeldhouwer Edmund Hellmer.
De uitvoering werd telkens vertraagd, enerzijds door financieringsproblemen en anderzijds door de uitbraak van de Eerste Wereldoorlog. In januari 1920 stelde de gemeenteraad opnieuw een bedrag beschikbaar en op 26 juni 1921 volgde de feestelijke inhuldiging onder muzikale begeleiding van het Weens Filharmonisch Orkest.
In 1935 werd de vergulde laag verwijderd en in 1991 werd het beeld weer in de oorspronkelijke staat teruggebracht. In 2011 volgde een uitgebreide renovatie die ongeveer 300.000 euro kostte. In onder meer Japan, China, Cuba en Shanghai bevinden zich replica's van het beeld.